# Grobnica Bibi Džavindi
Grobnica Bibi Džavindi (urdujsko: مقبرہ بی بی جیوندی) je eden od petih spomenikov v Uč Šarifa v Pandžabu v Pakistanu, ki so na poskusnem seznamu Unescove svetovne dediščine. Svetišče, ki sega v 15. stoletje, je bilo zgrajeno v duhu zgodovinskega sufijskega premierja Bibija Džavindija iz reda Suhravardija, strogo hegemonistične sunitske šole teozofske misli, ki daje poseben poudarek šafijski šoli klasične pravne prakse v kontekstu njegove razlage šeriatskega prava. Bibi Džavindi je bila pravnukinja Džahanijana Džahangašta, znanega sufijskega svetnika.

## Lokacija
Najdišče je v jugozahodnem kotu Uča, zgodovinskega mesta, ki ga je ustanovil Aleksander Veliki, v državi Bahavalpr in provinci Pandžab v Pakistanu. Uč, lokalno znan kot Uč Šarif, je znan kot dom 'kulture svetišč' zaradi svojega kulturnega pomena in prisotnosti številnih spomenikov in svetišč.

## Arhitektura
Grobnica Bibi Džavindi, zgrajena iz glaziranih opek na osmerokotni podlagi s stolpiči na vsakem od osmih vogalov, velja za enega najbolj okrašenih spomenikov v Uču. Zunanjost stavbe ima tri nadstropja, pri čemer zgornji nosi kupolo, medtem ko je notranjost okrogla zaradi debelih kotnih sten, ki se dvigajo za dve nadstropji. Notranjost in zunanjost stavbe sta bogato okrašena z islamskimi napisi, izrezljanim lesom ter svetlo modrimi in glaziranimi belimi mozaičnimi ploščicami. Osnovni nivo podpira osem zoženih stolpičev v vsakem vogalu. Kompleks, ki obdaja svetišče, je ohranjen v prvotnih puščavskih razmerah in je večinoma pokrit s cementiranimi grobovi. Okolica je prekrita z zeleno vegetacijo zaradi mreže rečnih pritokov in kanalov, ki prečkajo območje.

## Svetovna dediščina
Oddelek za arheologijo in muzeje Pakistana je januarja 2004 predložil najdišče za uvrstitev na seznam svetovne dediščine skupaj s štirimi drugimi spomeniki v regiji. Ti spomeniki so Svetišče Baha'al-Halima, grobnica Usteada (arhitekt), svetišče Džalaludina Bukharija in mošeja Džalaludina Bukharija. Lokacija je bila prijavljena pod merili ii, iv in vi v kategoriji Kultura.

## Ohranjanje
Skozi stoletja je grobnica zaradi okoljskih razmer močno razpadla in med hudourniškimi poplavami leta 1817 je odneslo polovico zgradbe. Danes je ohranjena le polovica zgradbe. Leta 1999 je Pakistanski center za ohranitev in rehabilitacijo povabil mednarodne organe in mestne uradnike, da delajo na ohranjanju. Vendar zaradi vlage, vdora soli in erozije kompleksni spomeniki še vedno propadajo. Neustrezni načini sanacije so še dodatno poškodovali kompleks. Svetovni sklad za spomenike je zgradbo postavil na nadzor v letih 1998, 2000 in 2002, da bi pritegnil mednarodno pozornost in pridobil nepovratna sredstva za ohranitev grobnic.

## Galerija
- Pogled na grobove v ogradi grobnice z okoliško vegetacijo
- Pogled od blizu na mozaične ploščice, ki krasijo mavzolej
- Stranski pogled na grobnico, ki prikazuje samo polovico strukture, ki še vedno stoji
- Grobnica Bibi Džavindi, 2013
- Sprednja stena grobnice